# Gunfighter Ballads and Trail Songs
Az 1959-es Gunfighter Ballads and Trail Songs Marty Robbins nagylemeze. Az U. S. pop albums chart-on a 6. helyet érte el. Az albumon szerepel Robbins legsikeresebb dala, az El Paso, mely mind a pop, mind a country listákon az első helyet érte el 1960 elején. Ugyanebben az évben elnyerte a Grammy-díjat a Best Country & Western Recording kategóriában. Szerepel az 1001 lemez, amit hallanod kell, mielőtt meghalsz című könyvben.
1999-ben újra kiadta a Legacy Records három bónuszdallal, köztük az El Paso teljes hosszúságú verziójával.

## Az album dalai
| 1. | Big Iron                   | Marty Robbins             | 3:56 |
| 2. | Cool Water                 | Bob Nolan                 | 3:09 |
| 3. | Billy The Kid              | tradicionális             | 5:14 |
| 4. | A Hundred And Sixty Acres  | David Kapp                | 1:40 |
| 5. | They're Hanging Me Tonight | James N. Low, Art Wolpert | 3:05 |
| 6. | The Strawberry Roan        | tradicionális             | 3:25 |

| 1. | El Paso                 | Marty Robbins              | 4:19 |
| 2. | In The Valley           | Marty Robbins              | 1:48 |
| 3. | The Master's Call       | Marty Robbins              | 3:05 |
| 4. | Running Gun             | Tompall Glaser, Jim Glaser | 2:10 |
| 5. | The Little Green Valley | Carson Robison             | 2:26 |
| 6. | Utah Carol              | tradicionális              | 3:13 |

### Az 1999-es CD dalai
|     | Cím                                | Szerző(k)                    | Hossz |
| --- | ---------------------------------- | ---------------------------- | ----- |
| 1.  | Big Iron                           | Marty Robbins                | 3:56  |
| 2.  | A Hundred And Sixty Acres          | David Kapp                   | 1:40  |
| 3.  | They're Hanging Me Tonight         | James N. Low, Art Wolpert    | 3:05  |
| 4.  | Cool Water                         | Bob Nolan                    | 3:09  |
| 5.  | Billy The Kid                      | tradicionális                | 5:14  |
| 6.  | Utah Carol                         | tradicionális                | 3:13  |
| 7.  | The Strawberry Roan                | tradicionális                | 3:25  |
| 8.  | The Master's Call                  | Marty Robbins                | 3:05  |
| 9.  | Running Gun                        | Tompall Glaser, Jim Glaser   | 2:10  |
| 10. | El Paso                            | Marty Robbins                | 4:19  |
| 11. | In The Valley                      | Marty Robbins                | 1:48  |
| 12. | The Little Green Valley            | Carson Robison               | 2:26  |
| 13. | The Hanging Tree                   | Jerry Livingston, Mack David | 2:50  |
| 14. | Saddle Tramp                       | Marty Robbins                | 2:03  |
| 15. | El Paso (teljes hosszúságú verzió) | Marty Robbins                | 4:38  |

## Közreműködők
- Marty Robbins – ének, gitár
- Grady Martin – gitár
- Jack H. Pruett  – gitár
- Bob L. Moore – nagybőgő
- Louis Dunn – dob
- Tompall & the Glaser Brothers – kórus